# 博爾迪梅薩 (加利福尼亞州)
博爾迪梅薩（英語：Baldy Mesa）是位於美國加利福尼亞州聖貝納迪諾縣的一個非建制地區。該地的面積和人口皆未知。

## 地理
博爾迪梅薩的座標為34°27′33″N 117°27′01″W / 34.45917°N 117.45028°W，而該地的平均海拔高度為1063米（即3488英尺）。